# Johannes Phoenix
Johannes Phoenix, född 13 juni 1668 i Linköpings församling, Östergötlands län, död 10 februari 1717 i Risinge församling, Östergötlands län, var en svensk präst.

## Biografi
Phoenix föddes 1668 i Linköpings församling. Han var son till kyrkoherden Ericus Phoenix och Elisabeth Drewhausen. Phoenix började sina studier i Linköping och blev 13 juni 1685 student vid Uppsala universitet. Han avlade 11 december 1694 magisterexamen. Phoenix blev 6 februari 1697 konrektor vid Linköpings trivialskola och 28 mars 1698 rektor vid trivialskolan. 1700 blev Phoenix lektor i matematik vid Katedralskolan, Linköping. Han prästvigdes 1703 och blev kyrkoherde i Risinge församling. 1705 blev han kontraktsprost i Bergslags kontrakt. Phoenix var preses vid 1713 års prästmöte. Han avled 1717 i Risinge församling och begravdes 19 mars samma år.

## Familj
Phoenix gifte sig 27 februari 1699 med Christina Schultin. Hon var dotter till kyrkoherden Olaus Erici Schult och Elisabeth Stjernman i Hedemora församling. Phoenix och Schultin fick tillsammans barnen Olaus Phoenix (1700–1700), rådmannen Eric Phoenix (född 1701) i Sundsvall, Anna Elisabeth Phoenix (1704–1704), Anna Christina Phoenix (född 1705) som var gift med fälskäraren Hartman Elias Eberhardt vid Västerbottens regemente och Elisabeth Margareta Phoenix (född 1708).